# Karsten Kaeb
Karsten Kaeb (* 28. Juli 1971) ist ein deutscher Science-Fiction- und Fantasyautor. Seine Romane schreibt er zusammen mit Jochen Hahn, einem weiteren Fantasyautor.

## Werke
- Das Schwarze Auge: Löwin und Mantikor: ein Roman in der Welt von Das schwarze Auge, Fantasy Productions, Erkrath 2009, ISBN 978-3-89064-249-9[1]
- BattleTech:
  - Adel vernichtet 1 – Der Erbe: BattleTech-Roman #29, Ulisses Spiele, Waldems 2015, ISBN 978-3-95752-087-6
  - Adel vernichtet 2 – Kalkuliertes Chaos: BattleTech-Roman #30, Ulisses Spiele, Waldems 2016, ISBN 978-3-95752-694-6